# Medalla de la Campanya d'Hivern a l'Est 1941/42
La Medalla de l'Est (alemany: Ostmedaille), oficialment la Medalla de la Batalla d'Hivern a l'Est 1941–42 (alemany: Medaille Winterschlacht im Osten 1941/42), va ser una condecoració militar de la Wehrmacht que va ser creada per ordre d'Adolf Hitler el 26 de maig de 1942.
La Medalla de l'Est va ser atorgada a qualsevol membre de la Wehrmacht i de les Waffen-SS que va servir al  front oriental alemany durant la campanya d'hivern, en el període del 15 de novembre de 1941 al 15 d'abril de 1942. També es va concedir pòstumament a qualsevol membre del servei que morís en l'exercici del seu deure a la Unió Soviètica. Va ser anomenada irònicament la Medalla de la Carn Congelada o (alemany: Gefrierfleischorden).

## Critèria
El personal de la Wehrmacht es qualificava per a la Medalla de l'Est després d'un mínim de 14 dies en combat actiu; 30 sortides de combat aeri; 60 dies continus de servei en una zona de combat; estar ferit o patir una "extremitat congelada", prou greu com per justificar la concessió d'una Insígnia de ferit, i podria ser atorgada pòstumament.
El 20 de gener de 1943, la qualificació oficial per a la Medalla de l'Est va ser ampliada per incloure tant al personal combatent com al personal no combatent de la Wehrmacht. També, membres estrangers de les unitats de la Wehrmacht; personal mort o desaparegut en acció  i civils que treballaven sota el control de la Wehrmacht, inclosos els implicats en la construcció i la construcció de carreteres. Els límits geogràfics es van posar a l'adjudicació de l'est d'Ucraïna i Ostland o a l'àrea de Finlàndia, a l'est de la frontera original de 1940 rus/finlandesa. La Medalla de l'Est va ser oficialment retirada del servei per l'Alt Comandament de les Forces Armades) ( OKW ) el 4 de setembre de 1944.

## Disseny

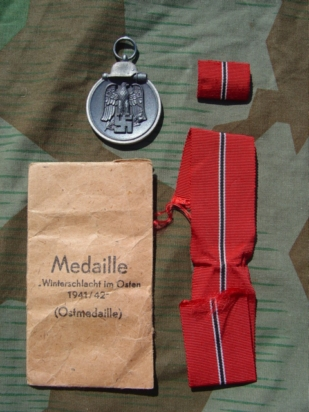
Issue packet

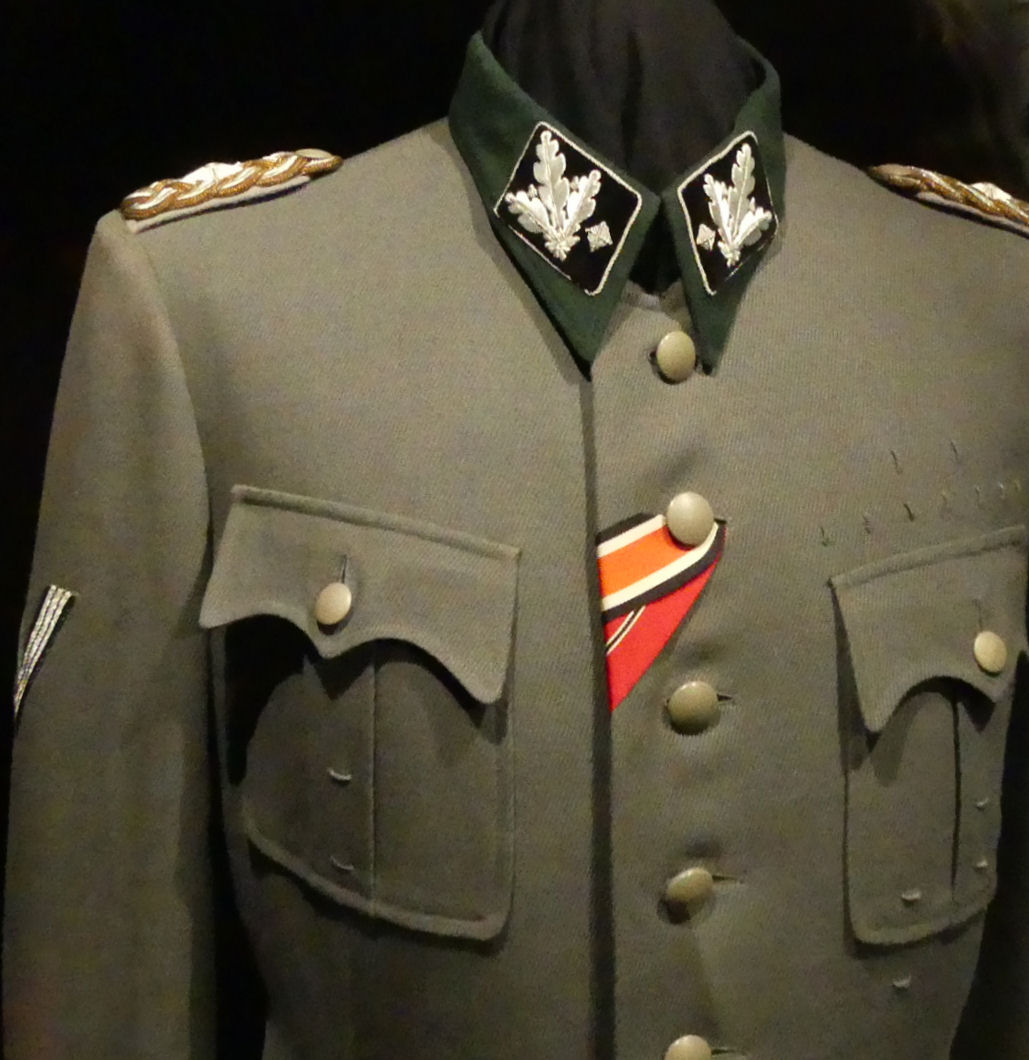
Guerrera amb les cintes de la Creu de Ferro de 2a (davant) i de la Medalla d'hivern

La medalla oriental va ser dissenyada pel SS-Unterscharführer Ernst Krause. Amb una mesura de 3,6 cm (1,4 polzades) de diàmetre, de construcció (generalment) de zinc, la medalla va rebre un recobriment de color canó. L'anvers còncava presenta una àguila nacionalsocialista agafant una esvàstica amb una branca de llorer al darrere. El revers mostra el text en majúscules: "WINTERSCHLACHT IM OSTEN 1941/42" ("Batalla d'hivern a l'Est 1941–42") amb una espasa creuada i una branca a sota del text. Un casc i una granada de pal sota el llaç de la medalla, així com l'anell exterior, es van acabar amb un efecte de plata polida. La medalla mesura aproximadament 44 mm per 36 mm.
La cinta del servei presentava una franja central de color blanc-negre-blanc (blanc per a la neu, negre per als soldats caiguts) amb vermell (per a la sang) a cada costat.
La medalla i la cinta es van presentar en un paquet de paper amb el nom de la medalla al davant i el nom del fabricant al revers.
Igual que la Creu de Ferro de 2a classe 1939–45, la cinta de la Medalla de l'Est es portava des del segon trau de l'uniforme o en una barra de cintes. Allà on les dues cintes es portaven juntes al botonera, l'EK II apareixia davant de la Medalla de l'Est. Es van emetre més de tres milions de medalles i es van fabricar moltes més.

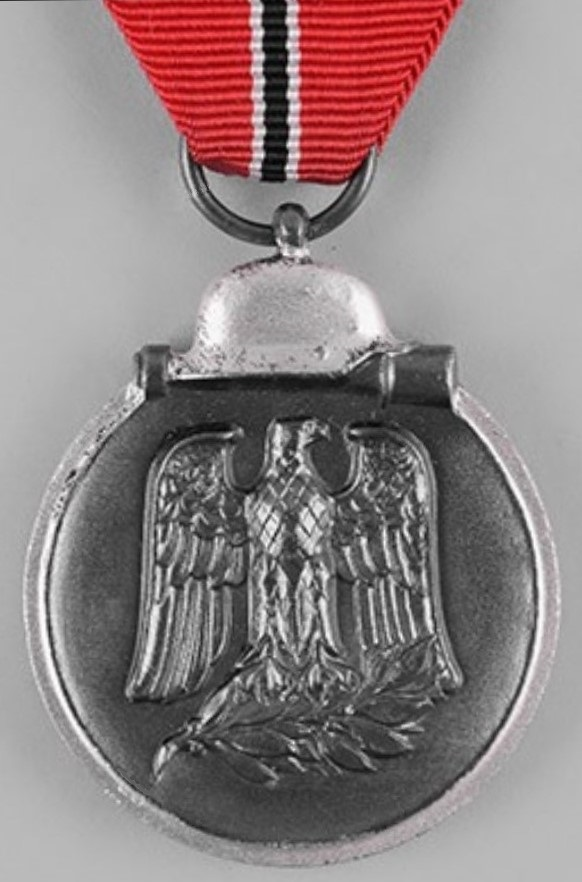
Post war version without swastika

Si bé l'ús dels premis de l'època nazi es va prohibir inicialment el 1945, la medalla de l'Est va ser una de les que la República Federal d'Alemanya va reautoritzar el 1957. Amb els símbols nazis ara prohibits, la condecoració es va redissenyar eliminant l'esvàstica, la àguila a l'anvers ara dempeus només sobre una branca de llorer.